# Александар-Теофил Вандермонд
Александар-Теофил Вандермонд (фр. Alexandre-Théophile Vandermonde; Париз, 28. фебруар 1735 — Париз, 1. јануар 1796) био је француски музичар и хемичар који је сарађивао са Безуом и Лавоазјеом; његово име се данас углавном везује са теоријом детерминанти у математици.
Био је виолониста, а математиком је почео да се бави тек око 1770. године. У делу Mémoire sur la résolution des équations (1771) писао је о симетричним функцијама и решавању циклотомичких полинома. У Remarques sur des problèmes de situation (1771) проучавао је коњићев скок. Исте године изабран је за члана Француске академије наука. Mémoire sur des irrationnelles de différents ordres avec une application au cercle (1772) је било дело о комбинаторици, а Mémoire sur l'élimination (1772) о основама теорије детерминанти. Ови радови су били представљени Академији наука, и сачињавају сва његова објављена математичка дела. Вандермондова детерминанта се, међутим, не појављује експлицитно.
Посебна класа матрица, Вандермондове матрице, назване су по њему, као што је и једна елементарна чињеница из комбинаторике, Вандермондов идентитет.